# Monika Zehrt
Monika Zehrt (nascida Landgraf; Riesa, 29 de setembro de 1952) é uma ex-atleta da alemã, bicampeã olímpica pela Alemanha Oriental em Munique 1972.
Monika foi campeã européia júnior dos 400 metros em 1970. Em 1971, ajudou o revezamento 4x400 metros feminino da Alemanha Oriental a quebrar o recorde mundial em Helsinque (3m29s28) junto com Rita Kühne, Helga Seidler e Ingelore Lohse.
Em agosto de 1972, em Paris, igualou a marca mundial para os 400 m rasos (51s00s) e nos Jogos Olímpicos de Munique conquistou  a medalha de ouro da prova com 51s08. Poucos dias depois, ganhou nova medalha de ouro e quebrou duas vezes o recorde mundial - na semifinal e na final (3m23s0) - do revezamento feminino com Kühne, Seidler e Dagmar Kasling.
Depois de uma curta mas bem sucedida carreira de quatro recordes mundiais e dois ouros olímpicos, ela deixou o atletismo em 1974, com apenas 22 anos, para estudar e trabalhar com comércio exterior.